# Willington (Connecticut)
Willington è un comune di 6.216 abitanti degli Stati Uniti d'America, situato nella Contea di Tolland nello Stato del Connecticut.